# 卡尔·文森
卡尔·文森（英語：Carl Vinson；1883年11月19日—1981年6月1日）是一名美国政治家，他在美国众议院任职超过50年，在20世纪美国海军的扩张中具有极强的影响力。他在1914年至1965年是代表乔治亚州的美国众议院民主党议员，被美国人称为“兩洋海軍之父”。他是乔治亚州任职时间最长的美国众议院议员。

## 早年
文森出生于乔治亚州鲍德温县，在那里曾在当地学校和乔治亚军事学院学习。1902年，他毕业于梅瑟大学，获得法律学位。经过几年的实践，他于1908年当选为乔治亚州众议院议员。在因选区重划而没能获得第三个任期后，他被任命为鲍德温县法院的法官。
在美国参议员奥古斯都·培根突然去世后，乔治亚州第十国会区众议员托马斯·W·哈德威克被提名填补培根的参议员席位。文森宣布竞选哈德威克在国会的席位。文森打败了三个对手。到那时，由于乔治亚州通过了法律和新宪法，选民登记变得更加困难，自世纪之交以来，大多数非裔美国人已经被剥夺了选举权。共和党在这个州的支持者被掏空了。文森在1914年11月3日宣誓就职时，是最年轻的国会议员（30岁）。

## 国会生涯

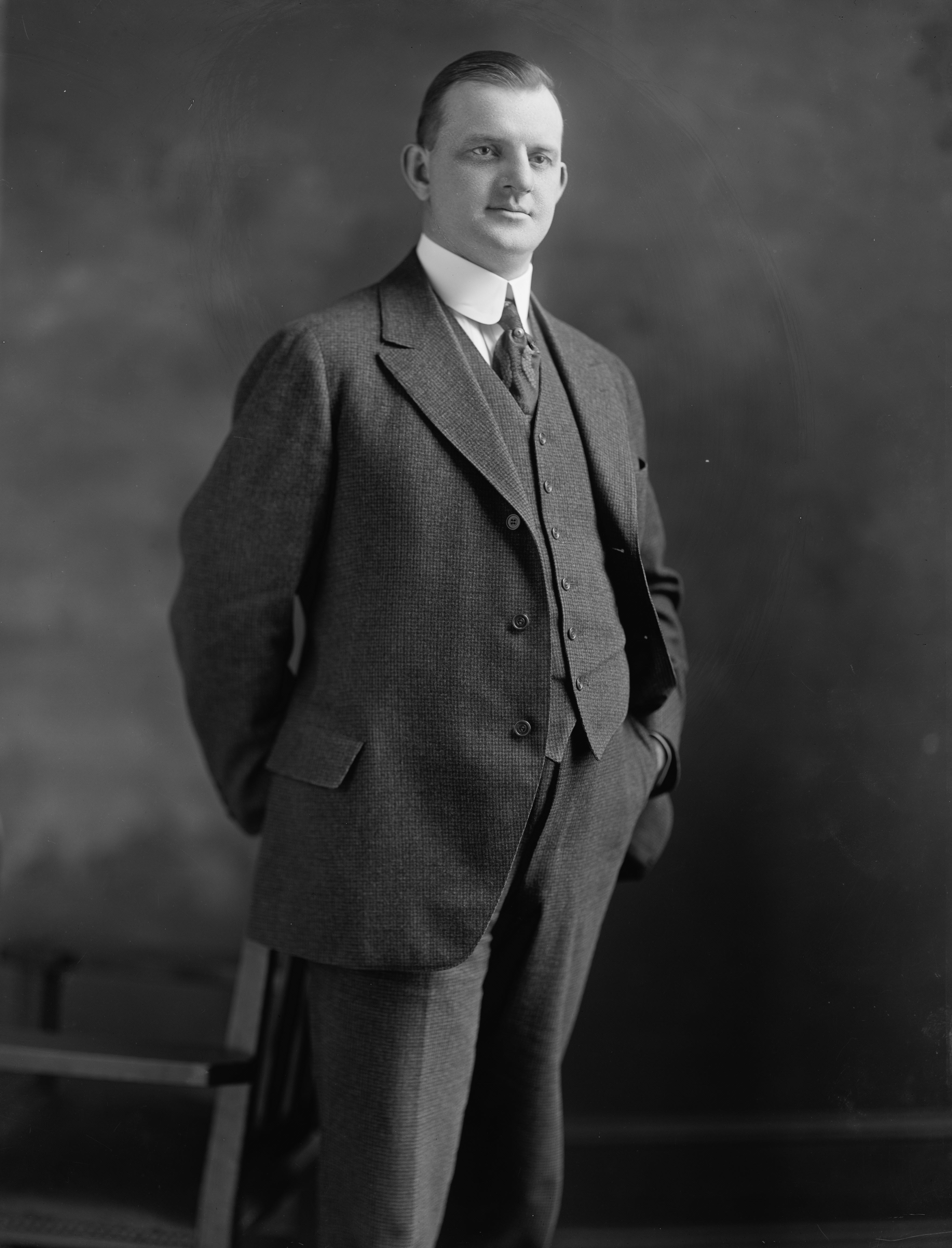
卡尔·文森30岁时当选为众议员。作为民主党人，他多次连任，一直任职到81岁

他从1914年11月3日到1965年1月3日担任美国众议院议员。
他是第一位在议员职位上工作超过50年以上的美国众议员。在美国众议院议员任内，卡尔是美国国防事务委员会委员。后来更成为了美国海军事务委员会主席。他特别对美国海军和美国海军陆战队作出了很大的贡献。为了感谢文森众议员对美国海军的贡献，海军方面特别将新建造的尼米茲級核動力航空母艦、舷號CVN-70的新艦以他的名字命名，这使得他成为第一位非历届美国总统身份但却能获得如此殊荣的美国人。